# VfB Helmbrechts

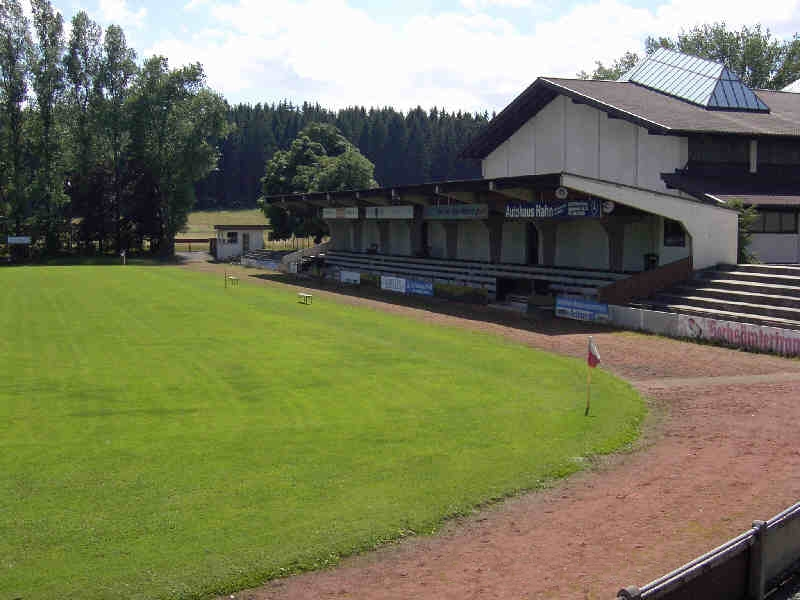
Frankenwald Sportstätte

Der VfB Helmbrechts ist ein Sportverein aus der oberfränkischen Stadt Helmbrechts.

## Geschichte
Der Verein wurde am 3. März 1921 im Café Rammensee in Helmbrechts gegründet. Am 3. April dieses Jahres bestritt der VfB sein erstes Spiel, die SpVgg Selbitz behielt dabei mit 8:3 die Oberhand. Als Vorgängerverein gilt der 1. Fußballklub Helmbrechts, der bereits seit 1910 Fußballspiele absolvierte. Mit dem Ersten Weltkrieg endet jedoch die Historie dieses Vereins. Die erfolgreichste Zeit der Fußballmannschaft begann mit der Meisterschaft der Bayernliga und dem Aufstieg in die II. Division Süd 1955. In dieser Liga, in der es übrigens gleich in der ersten Saison zu zwei Punktspielen gegen den für ein Jahr aus der Oberliga abgestiegenen FC Bayern München kam, konnte man sich bis 1963 halten, dann führte die Ligareform mit Einführung der Bundesliga und Regionalligen zur Rückstufung in die damals drittklassige Bayernliga. Beste Platzierung in der II. Division war Rang 4 in der Saison 1959/60. Der Bayernliga gehörte der VfB dann von 1963 bis 1971, 1979 bis 1983, 1989 bis 1991 und 1993 bis 1997 an.
Nachdem im Jahre 1998 der Verein Insolvenz angemeldet hatte, wurde er unter dem Vereinsnamen VfB Helmbrechts 98 e. V. neu gegründet. Diesmal sollte mehr die Jugend gefördert werden. Nachdem man wieder in die damalige A-Klasse Hof gestartet war, begann eine Erfolgsserie. Obwohl gespart und auf die Jugend gesetzt wurde, konnten beide Seniorenmannschaften oft aufsteigen und spielten in der Saison 2005/06 in der Bezirksoberliga Oberfranken bzw. Kreisliga Hof eine tragende Rolle. In der Saison 2021/22 spielt der VfB Helmbrechts in der Kreisliga Nord Hof. Der Verein hat im Bereich Fußball rund 250 Mitglieder.
Von 2005 bis 2011 war der VfB zusammen mit anderen Vereinen der Region an der Junioren-Fördergemeinschaft (JFG) Selbitztal 05 e. V. beteiligt.

## Bekannte Spieler und Trainer
- Bernhard Wirth
- Lorenz-Günther Köstner
- Thomas Richter